# Nematanthus lanceolatus
Nematanthus lanceolatus é uma espécie de planta do gênero Nematanthus e da família Gesneriaceae.

## Taxonomia
A espécie foi descrita em 1988 por Alain Chautems.
Os seguintes sinônimos já foram catalogados:
- Orobanchia lanceolata  Poir.
- Alloplectus angustifolia  DC.
- Alloplectus angustifolius  DC.
- Alloplectus concolor  DC.
- Alloplectus dichrous  (Spreng.) DC.
- Alloplectus pinelianus  Lem.
- Alloplectus schottii  G. Don
- Besleria bicolor  Schott
- Besleria dichrus  Spreng.
- Columnea angustifolia  (DC.) Kuntze
- Columnea dichroa  (Spreng.) Kuntze
- Crantzia dichrus  (Spreng.) Fritsch
- Nematanthus dichrus  (Spreng.) Wiehler

## Forma de vida
É uma espécie epífita e subarbustiva.

## Conservação
A espécie faz parte da Lista Vermelha das espécies ameaçadas do estado do Espírito Santo, no sudeste do Brasil. A lista foi publicada em 13 de junho de 2005 por intermédio do decreto estadual nº 1.499-R.

## Distribuição
A espécie é endêmica do Brasil e encontrada nos estados brasileiros de Bahia, Espírito Santo, Minas Gerais e Rio de Janeiro. A espécie é encontrada nos domínios fitogeográficos de Cerrado e Mata Atlântica, em regiões com vegetação de floresta ombrófila pluvial e vegetação sobre afloramentos rochosos.